# بند چای
بند چای روستایی است از توابع بخش مرکزی شهرستان ساوه در استان مرکزی ایران.

## مهاجرت
روستای بند چای قبل از مهاجرت به جایگاه جدید (روبروی سد ساوه نزدیکی روستای آسیابک) در کوه‌های پشت سد قرار داشت، ساکنین این روستا به دلیل تقیان آب به علت ایجاد سد بتنی روی سد خاکی کوچک این روستا را رها کرده و در محلی جدید سکنا گزیدند.
به روایت اهالی روستا، محلی‌ها روستای قدیم را بند چای عباس میخواندن به دلیل ایجاد بند روی رودخانه بندچای بین دو کوه (سد خاکی کوچک) از ذخایر این آب استفاده میکردن.

## طبیعت
در زمان پرآبی چشمه‌های پرآب زیادی به علت وجود کوه‌های زیاد دورتادور روستا وجود داشت که این روستا زمین حاصل خیز و سر شار از درختان میوه‌ای و غیر میوه‌ای داشته.

## جمعیت
این روستا در دهستان نورعلی بیک قرار دارد و براساس سرشماری مرکز آمار ایران در سال ۱۳۸۵، جمعیت آن ۴۱۰ نفر (۱۱۴ خانوار) است.